# 耿再成

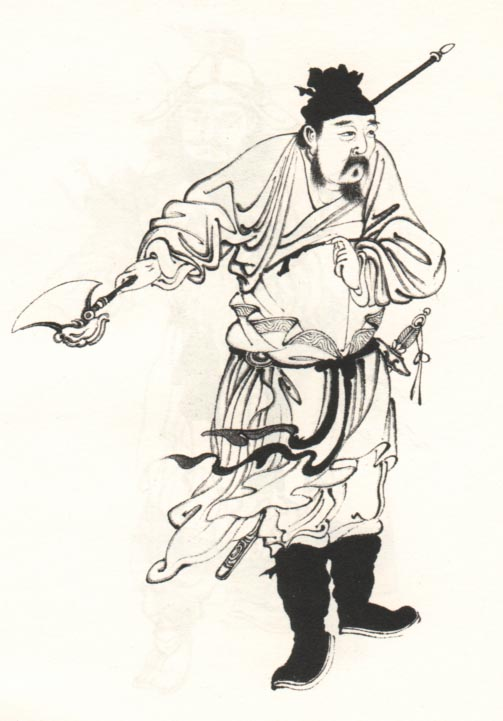
耿再成

耿 再成（こう さいせい、? - 1362年）は、元末の軍人。字は徳甫。泗州五河県の人。朱元璋に仕えて、彼の勢力拡大に貢献した。

## 生涯
早くから朱元璋に仕えていた。至正13年（1353年）、定遠攻略に参加した24将の1人。至正14年（1354年）、元軍と朱元璋軍が六合で戦った。耿再成は瓦梁塁において力戦し、元軍を退けた。元軍が再び攻めてきたとき、朱元璋は伏兵を率い、耿再成は元軍を伏兵のいる位置まで誘引する役を担い、勝利に貢献した。鎮江を守った後、枢密院判官として長興を守り、揚州を守った。前鋒として黄龍山で敵軍を抑えて突き進み、金華を攻略した。
耿再成の軍は軍規が厳しく、これに安心した民衆が野菜や果実を寄付するほどだった。
胡大海と共に、石抹宜孫を処州で破った。石抹宜孫が攻めてきたとき、慶元で戦い、勝利した。至正22年（1362年）、処州で苗族の蔣英らが謀反し、胡大海を殺した。これを聞いた他の苗族も次々と叛旗を翻した。耿再成は20人余りを率いて戦った。剣を奮って力戦したが、手傷を負い、落馬した後、敵への罵倒を続けながら殺された。胡深らが遺体を収めて弔った。高陽郡公に追封された。
洪武10年（1377年）、泗国公を贈られ、武壮と諡された。功臣廟に肖像を奉られた。